# Loma de Rodríguez
Loma de Rodríguez är en ort i Mexiko.   Den ligger i kommunen Valle de Bravo och delstaten Mexiko, i den södra delen av landet, 100 km väster om huvudstaden Mexico City. Loma de Rodríguez ligger 2 028 meter över havet och antalet invånare är 188.
Terrängen runt Loma de Rodríguez är lite bergig. Runt Loma de Rodríguez är det ganska tätbefolkat, med 116 invånare per kvadratkilometer. Närmaste större samhälle är Valle de Bravo, 4,6 km väster om Loma de Rodríguez. I omgivningarna runt Loma de Rodríguez växer huvudsakligen savannskog.